# ХВ71
ХВ71 (HV71) — хоккейный клуб из Йёнчёпинга, Швеция. Выступает в Шведской элитной серии — высшем дивизионе чемпионата Швеции. Пятикратный чемпион Швеции (последний раз — в 2017 году).

## История
Клуб «ХВ71» основан в 1971 году после объединения двух команд — Husqvarna IF и Vatterstad. Он первым вступил в Шведскую элитную лигу в 1971 году, но в том же году выбыл из неё. С 1985 года «ХВ-71» беспрерывно играет в высшем дивизионе.

## Достижения
- Чемпион Швеции 1995, 2004, 2008, 2010, 2017.
- Серебряный Призёр 2009.
- Бронзовый Призёр 2006, 2007.
- Победитель Регулярного Чемпионата 2004, 2006, 2008, 2010, 2011.